# Peter Carlsson (handbollsspelare)
Peter Carlsson, född 21 juni 1981 i Våmbs församling, Skövde, är en svensk tidigare handbollsmålvakt.

## Karriär
IFK Skövde är Carlssons moderklubb och han spelade där till 2001. Han har även spelat i Alingsås HK åren 2001 till 2004. Han spelade två säsonger i Ystads IF 2004-2006 med ett kortare utlån till BM Granollers 2005.
Nästa klubbadress blev norska Haslum HK där han stannade i två säsonger innan han 2008 bytte norsk klubb till toppklubben Drammen HK, som vunnit grundserien 2008. Han var bara kvar i Drammen under ett år.
2009 återkom han till IFK Skövde från Drammen i Norge. Peter Carlsson har spelat 60 matcher i Skövdetröjan.
2011 började Carlsson spela för Lif Lindesberg i allsvenskan. 2012 förlängde han kontraktet med två år men efter säsongen 2013 slutade han i Lindesberg.
Carlssons enda landslagsmerit är en ungdomslandskamp.